# Bajo el sol de Satán (película de 1987)
Bajo el sol de Satán (en francés Sous le soleil de Satan) es una película francesa de Maurice Pialat, estrenada en 1987, ganadora de la Palma de Oro del Festival Internacional de Cine de Cannes de 1987. La cinta es una adaptación de la novela homónima de Georges Bernanos de 1926.

## Argumento
A pesar del apoyo del abad Menou-Segrais, el padre Donissan duda de su vocación. Una noche, en una carretera rural, se cruza con un vendedor de caballos en el que reconoce a Satán. Cuando Mouchette, que acaba de matar a su amante, se dirige a él, la agobia y empuja al suicidio. Llamado rector de Lumbres, es considerado como un santo por sus parroquianos y, a cambio de la salvación de su alma, realiza un milagro. Poco después, Menou-Segrais lo encuentra muerto en el confesionario.

## Reparto
| Actor                  | Personaje          |
| ---------------------- | ------------------ |
| Gérard Depardieu       | Donissan           |
| Sandrine Bonnaire      | Mouchette          |
| Alain Artur            | Cadignan           |
| Jean-Christophe Bouvet | Maquignon          |
| Yann Dedet             | Gatillo            |
| Maurice Pialat         | Menou-Segrais      |
| Brigitte Legendre      | Madre de Mouchette |
| Jean-Claude Bourlat    | Malorthy           |